# (11376) Taizomuta
(11376) Taizomuta (1998 SY5) – planetoida z pasa głównego asteroid okrążająca Słońce w ciągu 3,79 lat w średniej odległości 2,43 j.a. Odkryta 20 września 1998 roku.